# St. James Infirmary
Pour les articles homonymes, voir Infirmerie et Saint James.
Clip vidéo
[vidéo] « St. James Infirmary - Louis Armstrong (1928) », sur YouTube
St. James Infirmary ou St. James Infirmary blues (l’infirmerie de Saint Jacques, ou le blues de l'hopital Saint-Jacques, en anglais) est une chanson américaine standard de jazz blues - folk, attribuée à Don Redman et Irving Mills (sous le pseudonyme de Joe Primrose). Elle est enregistrée pour la première fois avec succès en 1928, en version jazz blues-jazz funeral, par Louis Armstrong et ses Hot Five chez Parlophone,,.

## Histoire
St. James Infirmary blues est inspiré et adapté d'une balade-complainte folklorique traditionnelle anglaise du XVIIIe siècle, The Unfortunate Rake (en) (ou The Unfortunate Lad, le malheureux, en anglais) qui raconte l'histoire tragique d'un jeune soldat qui gaspille tout son argent pour se payer des prostituées, puis meurt d'une maladie vénérienne, et de la balade américaine de cowboy texan Streets of Laredo, ou encore du tube The Mooche (le clochard) de Duke Ellington et Irving Mills de 1928. Elle inspire entre autres le standard de jazz-tube Minnie the Moocher (Minnie la clocharde) de Cab Calloway et Irving Mills de 1931, ou le tube   rhythm and blues J'avais deux amis, de l'album Du rock 'n' roll au rhythm 'n' blues de 1965, d'Eddy Mitchell.

## Paroles
Il existe de très nombreuses versions des paroles de cette chanson, comme c'est souvent le cas pour les standards de folk traditionnels. L'une des versions de St James Infirmary, chantée par Cisco Houston, Janis Joplin, ou Moriarty, rapporte la complainte de Big Joe McKennedy, qui, attablé dans un bar, raconte qu'il s'est rendu à l'hôpital de St. James, pour voir son épouse, allongée sur une table, froide et douce, vraisemblablement morte. Il cite « Que Dieu la bénisse » et raconte qu'« elle peut fouiller le monde entier, elle ne trouvera jamais un autre homme comme moi ». D'autres versions, comme celle de Cab Calloway, rapportent les dernières volontés de McKennedy pour son propre enterrement.

## Reprises et adaptations
Ce standard est repris ou adapté par de nombreux interprètes, dont :
- 1928 : Louis Armstrong (à Chicago le 12 décembre) avec Earl Hines et Zutty Singleton
- 1930 : King Oliver jazz band ;
- 1933 : Cab Calloway, pour le dessin animé Blanche Neige avec Betty Boop
- 1940 : Jack Teagarden, sur Les Archives off Jazz et plusieurs autres enregistrements avec Louis Armstrong ;
- 1956 : Josh White, sur l'album Josh at midnight ;
- 1958 : Snooks Eaglin, sur l'album New Orleans Street Singer ;
- 1958 : Cisco Houston, sur l'album Cisco Houston sings american folksongs ;
- 1961 : Bobby Blue Bland, sur l'album Two steps from the blues ;
- 1962 : Pete Seeger, sur l'album American Favorite Ballads, Vol. 5 ;
- 1963 : Lou Rawls, sur l'album Black and Blue ;
- 1967 : The Standells, sur l'album Try It ;
- 1968 : Eric Burdon And The Animals, sur l'album Every One Of Us ;
- 1970 : Janis Joplin, sur l'album Janis ;
- 1970 : The Doors, sur l'album Bright Midnight - Live In America (publié en 2001) ;
- 1971 : Roosevelt Sykes, sur l'album The Honeydripper's Duke's Mixture ;
- 1972 : Joe Cocker, sur l'album Something to Say ;
- 1976 : Joe Cocker, sur l'album Live in L.A. ;
- 1983 : Dave Van Ronk, sur l'album St. James Infirmary ;
- 1993 : James Booker, sur l'album Resurrection of the Bayou Maharajah ;
- 1995 : Joël Daydé, sur l'album Spleen Blues ;
- 1998 : Coco Briaval, sur l'album Grand Standards Of Jazz featuring Boris Tomas LEPM ;
- 1999 : The White Stripes, sur l'album The White Stripes ;
- 2003 : Van Morrison, sur l'album What's wrong with this picture ;
- 2004 : Bob Mintzer, sur l'album Bop Boy ;
- 2004 : Dr. John, sur l'album N'awlinz: Dis Dat Or D'udda ;
- 2006 : The Devil Makes Three, sur l'album A little bit faster and a little bit worse ;
- 2007 : Kevin Mark, sur l'album Cuttin' Loose ;
- 2008 : Cassandra Wilson, sur l'album Loverly ;
- 2009 : Allen Toussaint, sur l'album The Bright MississippI ;
- 2010 : Rising Appalachia (en), sur l'album Sails of self ;
- 2011 : Hugh Laurie, sur l'album Let Them Talk ;
- 2012 : Rickie Lee Jones, sur l'album The Devil You Know ;
- 2013 : Jessica93, face b sur le 45t Poison ;
- 2016 : Cold Folks, sur l'album Descendre En Haut ;
- 2017 : Mark Lanegan, sur la BO de la série American Gods ;
- 2018 : Jon Batiste, sur l'album Hollywood Africans.

France
- 1950 : Django Reinhardt, notamment sur Intégrale Django Reinhardt vol. 19 (d'autres enregistrements sont disponibles sur d'autres albums) ;
- 1965 : Colette Magny, sur l'album Melocoton ;
- 1965 : Eddy Mitchell, dans une version française intitulée j'avais deux amis, sur l'album Du rock 'n' roll au rhythm 'n' blues ;
- 1967 : Joe Dassin, sur son deuxième album Les deux mondes de Joe Dassin ;
- 1990 : Patrick Verbeke, sur l'album School Boys Blues ;
- 1991 : Alain Giroux & Jean-Louis Mahjun, sur l'album Rencontre du 2e type ;
- 1991 : Colette Magny, sur l'album Inédits 91;
- 2001 : Autour Du Blues, sur l'album Autour Du Blues, double cd ;
- 2003 : Spoonful, sur l'album For A Few Sugar ;
- 2003 : Jean-Michel Pilc, sur l'album Follow Me ;
- 2005 : Maxim Saury &  Michel Crichton, sur l'album Live in Passavant ;
- 2005 : Patrick Verbeke, sur l'album 'Captured live ;
- 2008 : Hobo Blues, sur l'album Just Married ;
- 2009 : Little Fat Daddy & The Wild Guys, sur l'album Once Upon A Time ;
- 2010 : Patrick Cany, sur l'album Blue Planet Live ;
- 2010 : Les Doigts de l'homme, sur l'album 1910
- 2011 : Dick Annegarn, sur l'album Folk talk ;
- 2012 : Jean-Christian Michel, sur l'album Plays Jazz.
- 2013 : Moriarty, sur l'album Fugitives ;
- 2014 : Nico Wayne Toussaint, sur l'album On The Go ;
- 2015 : The Summer Rebellion, sur l'album Strength And Beauty ;

Espagne
- 2000 : Big Mama, sur l'album Tableau De Blues ;
- 2006 : Gaby Jogeix, sur l'album Steel The Blues ;

## Littérature
- 1945 : L'Âge de raison, de Jean-Paul Sartre (évocation par l'auteur).
- 1947 : La Peste, d'Albert Camus (Albert Camus y fait allusion dans son roman).

## Cinéma et télévision
- 1984 : Il était une fois en Amérique, de Sergio Leone, avec Robert De Niro.
- 1997 : Le Goût de la cerise, d'Abbas Kiarostami (Palme d'or du Festival de Cannes 1997). Version instrumentale de séquence finale du film.
- 2001 : Metropolis, film d'animation de Rintarō.
- 2011 : Vampire Diaries, une version de la chanson apparaît dans un flashback d’un speakeasy des années 20, de l'épisode 3 de la saison 3.
- 2019 : Saison 3 de True Detective, la version de Jon Batiste clôt le 8e et dernier épisode.